# Шасињел
Шасињел (фр. Chassignelles) насеље је и општина у источном делу централне Француске у региону Бургоња, у департману Јон која припада префектури Авалон.
По подацима из 2011. године у општини је живело 330 становника, а густина насељености је износила 25,38 становника/km². Општина се простире на површини од 13 km². Налази се на средњој надморској висини од 185 метара (максималној 307 m, а минималној 172 m).

## Демографија
| 1962. | 1968. | 1975. | 1982. | 1990. | 1999. | 2011. |
| ----- | ----- | ----- | ----- | ----- | ----- | ----- |
| 377   | 383   | 349   | 332   | 308   | 305   | 330   |

График промене броја становника у току последњих година